# Eleições gerais na Bolívia em 1993
As eleições presidenciais bolivianas de 1993 foram realizadas no domingo, 6 de junho de 1993. Como nenhum candidato obteve mais da metade dos votos, coube ao Congresso Nacional escolher o presidente entre os mais votados. Gonzalo Sánchez de Lozada foi eleito presidente.